# Raketfilm
Raketfilm är en värmländsk filmfestival som hålls årligen i Karlstad. Startad av Film i Värmland hösten 2001. Tävlingen går ut på att ett gäng filmare ska kunna genomföra en kortfilm under en helg, på bara 24 timmar, från manus till färdig film. Filmarna anmäler sitt intresse till tävlingen och när lördagen för aktuell tävling kommer, lägger Film i Värmland ut reglerna för tävlingen på sin hemsida och från och med det ögonblicket har filmarna alltså 24 timmar på sig att slutföra sitt bidrag. Filmerna får vara högst 3 minuter och visas på söndagen för publik och jury. Det finns ett 1:a pris, 2:a pris, 3:e pris och ett publikpris.
Våren 2009 tog filmföreningen Värmlands Filmförbund över rodret, med stöd av Film i Värmland. Hösten 2009 gjordes en Raketfilm för unga i samarbete mellan Film i Värmland och Forshaga Filmförening.
2010 genomfördes Raketfilm med Värmlands Filmfestival.

## Vinnare

### 2012
- 1:a pris Käre Seppo
- 2:a pris Perrong C
- 3:e pris Slut
- Publikpriset Yolo

### Raketfilm -UFO 2010
- 1:a pris Vilken färg???
- 2:a pris Horrors end
- 3:e pris Tro hopp och färg
- Publikpriset Vilken färg???
- UFO-priset Det lilla som gör livet

### 2010
- 1:a pris Backdoor plumbing
- 2:a pris O va’
- 3:e pris Censur
- Publikpriset O va’

### Raketfilm -UFO 2009
- 1:a pris Rymdäventyret
- 2:a pris Färdig för färd
- 3:e pris Annorlunda
- Publikpriset Färdig för färd
- Hedersomnämnande Jättehamstrarna

### 2009
- 1:a pris En tôcken där - Bôttennapp
- 2:a pris Psykbryt
- 3:e pris En annan kärlekshistoria
- Publikpriset UFO-klubben
- Hedersomnämnande UFO-klubben
- Hedersomnämnande I öknen är pärlor inget värda
- Hedersomnämnande Shake off - the Revenge of Michael Flyers

### 2008
- Ingen festival detta år.

### 2007
- 1:a pris Jag har verkligen försökt, baby
- 2:a pris den nye
- 3:e pris Nej, inte skjuta Rufus
- Publikpriset Gårdstagen

### 2006
- Ingen festival detta år.

### 2005
- 1:a pris En långvarig försäljning
- 2:a pris E211
- 3:e pris Baktankar
- Publikpriset En långvarig försäljning

### 2004
- 1:a pris Magnus Mindville
- 2:a pris Smidigt Thord
- 3:e pris Förbannelsen
- Publikpriset Magnus Mindville

### 2003
- 1:a pris Praktikanten
- 2:a pris Sharre
- 3:e pris EvOL
- Publikpriset Sharre

### 2002
- 1:a pris Invigningen
- 2:a pris Beam me up, Scotty
- 3:e pris Punching Tiger, Singing Women
- Publikpriset Invigningen

### 2001
- 1:a pris Ne me moleste mosquito
- 2:a pris Nödig
- 3:e pris Recycling